# مارك مارشال
مارك مارشال (بالإنجليزية: Mark Marshall) (5 مايو 1987 في جامايكا - ) هو لاعب كرة قدم جامايكي في مركز جناح ‏. لعب مع برادفورد سيتي وبورت فايل وسويندون تاون وكوفنتري سيتي ونادي بارنت ونادي هيرفورد وEastleigh F.C. ‏ وكارشالتون أثلتيك وغرايز أتلاتيك ‏.

## وصلات خارجية
- مارك مارشال على موقع قاعدة بيانات كرة القدم.إي يو (الإنجليزية)
- مارك مارشال على موقع Soccerbase.com (لاعب) (الإنجليزية)
- مارك مارشال على موقع عالم كرة القدم.نت (الإنجليزية)